# Projection Pursuit
Projection Pursuit (wörtlich Nachverfolgung der Projektion) ist ein statistisches Verfahren, eine Menge hochdimensionaler Daten so zu vereinfachen, dass möglichst „interessante“ Strukturen darin aufgedeckt werden. Dazu wird eine Hyperebene (z. B. eine Fläche) in den durch die Daten aufgespannten Raum gelegt, auf welche die Daten projiziert werden.
Der Projection Pursuit wurde zuerst 1974 von John W. Tukey und Jerome H. Friedman veröffentlicht und fand weitere Verbreitung durch die Arbeiten von Peter J. Huber (um 1985).
Die Analyse multivariater Daten erfolgt in der Regel durch eine geeignete Abbildung in niedrigere Dimensionen. Bekanntestes Beispiel ist das Streudiagramm, bei dem jeweils zwei Dimensionen die Achsen eines Koordinatensystems bilden. Jede solche Abbildung verdeckt die Sichtbarkeit vorhandener Strukturen stets mehr oder weniger, kann sie aber niemals verstärken.
Die Idee von Projection Pursuit ist auf die verschiedensten statistischen Probleme angewandt worden:
- Exploratory Projection Pursuit zur Aufdeckung von interessanten Strukturen in Daten
- Projection-Pursuit-Regression (kurz: PPR)[4]
- Projection-Pursuit-Dichteschätzung[5]
- Projection-Pursuit-Klassifikation[6]
- Projection-Pursuit-Diskriminanzanalyse[7]

## Exploratory Projection Pursuit

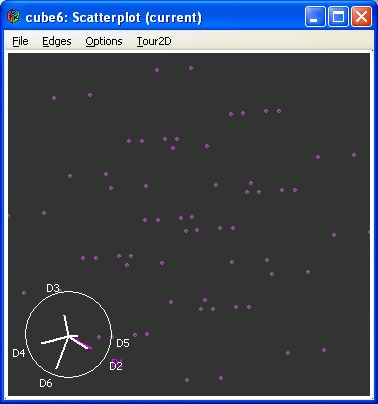
Abb. 1: Projektion von Datenpunkten auf den Ecken eines sechsdimensionalen Würfels (cube6) auf eine zweidimensionale Hyperebene. Die Daten sind approximativ standardnormalverteilt in der Ebene.

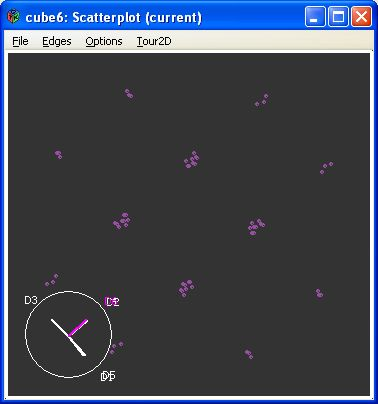
Abb. 2: Mit dem "Central Mass" Index in GGobi optimierte Lösung des cube6 Datensatzes.

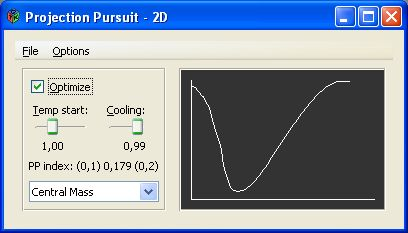
Abb. 3: Visualisierung der "Central Mass" Indexfunktion in GGobi.

Im Exploratory Projection Pursuit wird jeder Hyperebene eine Maßzahl (oder Index) zugeordnet, die angibt wie interessant die enthaltene Struktur ist. In der Arbeit von P. Diaconis und D. Freedman wurde gezeigt, dass die meisten Strukturen in den Hyperebenen normalverteilten Daten ähneln (siehe Abb. 1). Viele Maßzahlen messen daher die Distanz der Struktur in der Hyperebene zu einer Normalverteilung.
Danach werden automatisch der Reihe nach alle möglichen Projektionen der Daten auf eine Hyperebene durchgerechnet, die im Vergleich zu den Originaldaten um eine oder mehrere Dimensionen reduziert ist. Werden Datenpunkte als Teil einer interessanten Struktur identifiziert, werden diese aus der Analyse genommen. Das Verfahren wird mit dem reduzierten Datensatz wiederholt, bis keine Struktur mehr erkennbar ist.

### Indizes
Die multivariaten Daten werden in der Regel mit {\displaystyle Z=S_{X}^{-1/2}(X-{\bar {x}})} transformiert, so dass die Mittelwerte der Variablen {\displaystyle Z} gleich Null sind und die Varianz-Kovarianzmatrix {\displaystyle S_{Z}} die Einheitsmatrix ist. Wenn dann {\displaystyle \alpha } die Projektionsvektoren für die Hyperebene sind, {\displaystyle Y=\alpha ^{T}Z} die in die Hyperebene projizierten Daten, {\displaystyle \Phi } die Dichtefunktion der Standardnormalverteilung (bzw. der entsprechenden Normalverteilung, wenn {\displaystyle Y=\alpha ^{T}X} statt  {\displaystyle Y=\alpha ^{T}Z} benutzt wird) und {\displaystyle f} die Dichtefunktion der projizierten Daten in der Hyperebene, dann wurde unter anderem folgende Indizes, die dann maximiert werden, vorgeschlagen:
Friedman-Tukey-Index
Der Index {\displaystyle I_{FT}(\alpha )=\int f(y)^{2}dy=E(f(y))} wird minimiert durch eine parabolische Dichtefunktion, welche sehr ähnlich zur Dichtefunktion einer Standardnormalverteilung ist.
Entropy-Index
{\displaystyle I_{E}(\alpha )=\int f(y)\log(f(y))dy=E(\log(f(y)))} ist die Entropie, die ebenfalls minimiert wird durch die Standardnormalverteilung.
Legendre-Index, Hermite-Index und Natural-Hermite-Index
{\displaystyle I_{L}(\alpha )=\int (f(y)-\Phi (y))^{2}{\frac {1}{2^{\dim(Y)}\Phi (y)}}dy},
{\displaystyle I_{H}(\alpha )=\int (f(y)-\Phi (y))^{2}dy} und
{\displaystyle I_{NH}(\alpha )=\int (f(y)-\Phi (y))^{2}\Phi (y)dy}.
Alle drei Indizes messen den Abstand zur Standardnormalverteilung, sie unterscheiden sich nur in der Art der Gewichtung der Differenz zwischen der Dichte der projizierten Daten und der Standardnormalverteilung.
{\displaystyle \chi ^{2}}-Index
partitioniert eine (zweidimensionale) Ebene in 48 Zellen und wendet dann einen {\displaystyle \chi ^{2}}-Anpassungstest zum Vergleich der Beobachtungszahl in jeder Zelle mit der Zahl der Beobachtungen unter Annahme der Standardnormalverteilung.
Im Prinzip kann jede Teststatistik, die zu einem Test auf Normalverteilung gehört, als Index benutzt werden. Eine Maximierung führt dann zu den Hyperebenen, in denen die Daten nicht normalverteilt sind. Spezielle Versionen der Indizes {\displaystyle I_{L}}, {\displaystyle I_{H}} und {\displaystyle I_{NH}} werden maximiert durch bestimmten Strukturen, z. B. Zentrales Loch oder Zentrale Masse.
Die unbekannte Dichtefunktion {\displaystyle f(y)} der projizierten Daten wird entweder mittels eines Kerndichteschätzer oder durch eine orthonormale Funktionsexpansion geschätzt.

### Verwandte Methoden
Als Spezialfälle des Exploratory Projection Pursuit kann man
- die Grand Tour betrachten, bei der die Strukturen durch den Betrachter selbst in den Grafiken entdeckt werden, und
- die Hauptkomponentenanalyse, bei der der Index durch {\displaystyle I_{\mathrm {PCA} }(\alpha )=\operatorname {Var} (\alpha ^{T}X)} beschrieben wird.

## Projection Pursuit Regression
Im Regressionfall wird die unbekannte Regressionsfunktion {\displaystyle f(x)=\sum _{k}f_{k}(\alpha _{k}^{T}x)} iterativ durch Regressionsfunktionen {\displaystyle f_{k}} auf den projizierten Daten dargestellt:
1. {\displaystyle y_{i}^{(1)}=y_{i}} sind die beobachteten Regressionswerte
2. Finde {\displaystyle \alpha _{k}} so, dass {\displaystyle \epsilon _{k}=\sum _{i}(y_{i}^{(k)}-f_{k}(\alpha _{k}^{T}x_{i}))^{2}} minimal ist
3. Setze {\displaystyle y_{i}^{(k+1)}=y_{i}^{(k)}-f_{k}(\alpha _{k}^{T}x_{i})}
4. Iteriere Schritte 2–3 solange bis {\displaystyle \epsilon _{k}} kleiner als eine vorgegebene Schranke ist oder nicht mehr kleiner wird
5. Verbessere die Approximation in dem für jedes {\displaystyle \alpha _{k}} nochmal {\displaystyle \sum _{i}\left(y_{i}-\sum _{l\neq k}f_{l}(\alpha _{l}^{T}x_{i})-f_{k}(\alpha _{k}^{T}x_{i})\right)^{2}} minimiert wird

## Projection Pursuit Dichteschätzung
Auch im Fall der Dichteschätzung wird eine iteratives Verfahren benutzt. Die unbekannte Dichtefunktion {\displaystyle f(x)} wird approximiert als Produkt von Dichtefunktionen der projizierten Daten:
{\displaystyle f(x)=\Phi (x)\prod _{k}f_{k}(\alpha _{k}^{T}x)}
mit {\displaystyle \Phi (x)} die Dichtefunktion der multivariaten Normalverteilung mit den Parametern {\displaystyle {\bar {x}}} und {\displaystyle S} geschätzt aus den Daten. Dann wird schrittweise die Normalverteilungsdichte korrigiert. Im Gegensatz zum Regressionsfall ist jedoch der Algorithmus wesentlich komplizierter, da hier keine Beobachtungen {\displaystyle y_{i}} zur Verfügung stehen, an die angepasst werden kann.